# Магомадов, Хасуха
Хасуха Магомадов (1907, Асланбек-Шерипово — 28 марта 1976, Шатойский район, Чечено-Ингушская АССР) — последний абрек в СССР, участник антисоветского восстания на Северном Кавказе в 1940—1944 годах. Чеченец, выходец из тайпа Гаттой.

## Рождение, ранние годы
Родился в селе Гатен-Кале (ныне Асланбек-Шерипово Шатойского района Чечни) в середине мая 1907 года, в семье простого горца. Родители Хасухи имели девять детей. В восемнадцатилетнем возрасте Магомадов остался без отца. Затем Хасуха, женившись, жил крестьянским трудом. В юности он учился в медресе, где выучил арабский язык.

## Уход в абреки
1939 год оказался переломным в судьбе Хасухи Магомадова. До этого времени Хасуха, дожив до 32-летнего возраста, вёл ничем не примечательную жизнь сельского жителя. Летом 1939 года Хасуха совершил убийство односельчанина, после чего ушёл в абреки.

## Абречество

Справка МВД ЧИАССР

Хасуха присоединился к отряду Хасана Исраилова, принимал участие в антисоветском восстании на Северном Кавказе. Все недовольные советской властью, контактировавшие с Исраиловым, рано или поздно попадали в руки НКВД. Магомадов вскоре заметил эту закономерность. После ликвидации очередной группы немецких парашютистов он тайно покинул отряд и до самой своей гибели в 1976 году действовал самостоятельно.
После депортации чеченцев и гибели Исраилова Хасуха оставался в горах и продолжал совершать нападения на представителей Советской власти. По данным МВД ЧИАССР, Хасуха Магомадов участвовал в 194 нападениях и лично совершил свыше тридцати убийств. Среди убитых Магомадовым — начальник Советского районного отдела КГБ, работники партийно-советского актива, органов госбезопасности и милиции.
Вплоть до своей гибели в 1976 году Хасуха находился на нелегальном положении, проведя, таким образом, в абреках большую часть своей жизни — свыше 35 лет.

## Гибель
В марте 1976 года Магомадов находился в ущелье неподалёку от села. В операции по поимке Магомадова, которому шёл 70-й год, принимали участие сотрудники КГБ, МВД и в/ч 3394. В результате операции Хасуха Магомадов был убит выстрелом в голову. При нём были обнаружены пистолет ТТ, винтовка Мосина, две гранаты и большое количество патронов. От пули абрека погиб один из дружинников — Саид-Селим Чабдарханов. Место захоронения абрека по сей день неизвестно.
В 1998 году властями Чеченской Республики Ичкерия Хасуха Магомадов был посмертно награждён орденом «Къоман сий» (с чеч. — «Честь нации»).